# داء الكيسات المذنبة العصبي
داء الكيسات المذنَّبة العصبي هو نوعٌ خاصٌ من داء الكيسات المذنَّبة الذي يحدثُ بسبب عدوًى بالشريطية الوحيدة، وهي شريطيةٌ حقيقيةٌ تُوجد في الخنازير. يحدثُ داء الكيسات المذنَّبة العصبي عندما تتشكل كيساتٌ بسبب عدوًى تحدث في الدماغ، مسببةً لمتلازماتٍ عصبيةٍ مثل النوبات الصرعيّة، حيث يُعد سببًا شائعًا عالميًا لحدوث النوبات. أُطلق عليه سابقًا اسم الوباء الخفي أو الوباء الكامن (الاسم العلمي: hidden epidemic)، كما تُشير بعض المصادر أنهُ أكثر الأمراض الطفيلية شيوعًا في الجهاز العصبية البشري. يُسبب داء الكيسات المذنَّبة العصبي عددًا من الأعراض، وتتضمن النوبات والصداع والعمى والتهاب السحايا والخرف.

## الفيزيولوجيا المرضية
يحدثُ داء الكيسات المذنبة العصبي غالبًا في القشرة المخيّة ثم في المخيخ، ومن النادر جدًا أن يُصيب الغدة النخامية. نادرًا ما تتحد الكيسات لتشكل نمطًا شبيهًا بالشجرة يُعرف باسم «داء الكيسات المذنبة العصبي عنقودي الشكل»، والذي قد يؤدي عند إصابة الغدة النخامية إلى نقصٍ في هرمونها.

## التشخيص
يُشخص داء الكيسات المذنبة العصبي عن طريق التصوير المقطعي المحوسب (CT). يمكن تأكيد التشخيص عبر الكشف عن الأجسام المضادة للكيسات المذنبة في السائل الدماغي الشوكي أو المصل باستعمال المقايسة الامتصاصية المناعية للإنزيم المرتبط (ELISA) أو تقنيات التخثر المناعي.

## العلاج
يتضمن علاج داء الكيسات المذنبة العصبي عددًا من العلاجات، وتشمل علاج الصرع ودواء طويل الأمد من برازيكوانتيل (PZQ) و/أو ألبيندازول. قد يكون العلاج بالستيرويديات ضروريًا لتقليل الاستجابة الالتهابية للكيسات المذنبة المُحتضرة. قد يكون الاستئصال الجراحي لكيسات الدماغ ضروريًا، وذلك مثلًا في حالات الكيسات المتنيّة الكبيرة أو الكيسات داخل البطين أو استسقاء الرأس.
ثبت أنَّ الألبيندازول يُقلل من تكرار حدوث النوبات في الأشخاص الذين يُعانون من كيسةٍ واحدةٍ داخل المتن غير قابلةٍ للحياة. بالنسبة للنوبات، هناك حاجةٌ إلى مزيدٍ من التجارب المنضبطة المعشاة لتقييم فعالية مضادات الاختلاج (AED)؛ وذلك للوقاية من النوبات في المرضى الذين يُعانون من أعراض غير النوبات، إضافةً إلى تحديد مدة العلاج بهذه المضادات في هذه الحالات.

## الانتشار
حسب علم الوبائيات، فإنَّ داء الكيسات بالشريطية الوحيدة يرتبطُ مع ضعف النظافة الصحية، وهي منتشرةٌ بشكلٍ كبيرٍ في أفريقيا جنوب الصحراء وأمريكا اللاتينية وآسيا. صُنفَّ داء الكيسات المذنبة في الولايات المتحدة، والذي يظهر بشكلٍ شائع على شكل داء الكيسات المذنبة العصبي، على أنه "مرضٌ مداريٌ مُهمل"، حيث يُصيب عادةً الفقراء والمشردين، خصوصًا الأشخاص الذين لا يستطيعون غسل اليدين أو يُعانون من عدم كفاية الغسل وعادةً ما يأكلون بأيديهم.[بحاجة لمصدر]
يُعتقد أنَّ هناك حوالي 50 مليون شخصٍ مُصابون بداء الكيسات المذنبة العصبي في جميع أنحاء العالم.